# Calgary (ancienne circonscription fédérale)
Pour les articles homonymes, voir Calgary (homonymie).
Calgary fut une circonscription électorale fédérale de l'Alberta, représentée de 1904 à 1917.
La circonscription de Calgary a été créée initialement dans les Territoires du Nord-Ouest en 1903. Lors de la création de la province d'Alberta en 1905, la circonscription en devint une de cette province. De 1905 à 1907, il y eut simultanément une circonscription nommée Calgary en Saskatchewan.
Abolie en 1914, elle fut redistribuée parmi Calgary-Ouest, Calgary-Est et Macleod.

## Députés
1. 1904-1911 — Maitland Stewart McCarthy, CON
2. 1911-1917 — Richard Bedford Bennett, CON

- CON = Parti conservateur du Canada (ancien)